# Petre Antonescu

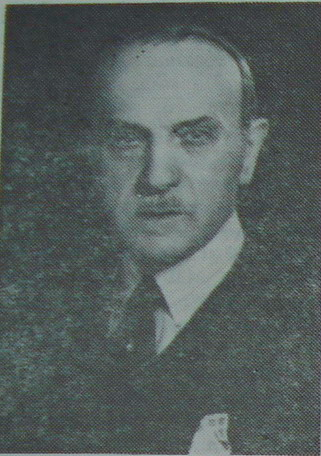
Petre Antonescu

Petre Antonescu (Râmnicu Sărat, 29 juni 1873 – Boekarest, 22 april 1965) was een Roemeense architect en onderwijzer.
Petre studeerde op de École des Beaux Arts in Parijs tot hij in 1899 zijn diploma haalde. In 1900 werd hij leraar van geschiedenis en architectuur op de Hogeschool (later Academie) van architectuur in Boekarest. Hij gebruikte Ion Mincu's stijl dat Ion 'neo-Roemeens' noemde waardoor Petre, op Ion na, de beroemdste architect werd die de "neo-Roemeens"stijl gebruikte. Een voorbeeld van zijn werken in 'neo-Roemeense' stijl zijn het Crețulescupaleis in Boekarest, en de Casino en Palas Hotel in Sinaia (Allemaal in 1903). Na de Eerste Wereldoorlog werd hij rector van de hogeschool en begon hij te experimenteren in verschillende stijlen. Verder heeft hij het Universiteitsgebouw (1933), de Arcul de Triumf en het Nicolae Iorga instituut van geschiedenis, in Boekarest ontworpen.
- Gemeinsame Normdatei: 135699835
- International Standard Name Identifier: 0000 0000 6688 7565
- Système universitaire de documentation: 24860547X
- Union List of Artist Names: 500078551
- Virtual International Authority File: 70152683
- WorldCat: E39PBJg4pK499dgBDRK6jxqPcP